# 纳尔佐莱
纳尔佐莱（義大利語：Narzole），是意大利库内奥省的一个市镇。总面积26平方公里，人口3546人，人口密度136.4人/平方公里（2009年）。ISTAT代码为004147。

## 友好城市
- 法國唐德 1992年